# Higher Ground (fesztivál)
A Higher Ground japán zenei fesztivál, melyet 2003 óta évi rendszerességgel rendez meg a Kjódó Nisinihon. A rendezvény általában kétnapos, az fukuokai Uminonakamicsi Seaside Park szabadtéri színpadon szokták megtartani. A fesztivál Kjúsú szigetének legnagyobb zenés szabadtéri rendezvényévé nőtte ki magát.

## Fellőpők

### Higher Ground 2003
| Időpont                | Fellőpők |
| ---------------------- | --- |
| 1. nap (augusztus 30.) | - Remioromen (előzenekar) - The Inazuma Szentai (előzenekar) - Ulfuls - Nakamura Kazujosi (100s) - Quruli - Bump of Chicken - Spitz - The High-Lows |
| 2. nap (augusztus 31.) | - Tokyo Ska Paradise Orchestra - Kick the Can Crew - Chemistry - Hanaregumi - Kecumeisi                                                             |

### Higher Ground 2004
| Időpont                | Fellőpők |
| ---------------------- | --- |
| 1. nap (augusztus 21.) | - Szekaiicsi (előzenekar) - Air Drive (előzenekar) - Fujifabric (előzenekar) - Spitz - Going Under Ground - Orange Range - The Inazuma Szentai - Yuki - Kisidan |
| 2. nap (augusztus 22.) | - Ulfuls - Jamazaki Maszajosi - Hanaregumi - Morijama Naotaró - Remioromen                                                                                      |

### Higher Ground 2005
| Időpont             | Fellőpők |
| ------------------- | --- |
| 1. nap (július 30.) | - Depapepe (előzenekar) - 175R - Rie fu - The Band Has No Name - Salyu - Ulfuls - Rip Slyme - Mr. Children        |
| 2. nap (július 31.) | - Takacsa (előzenekar) - The Inazuma Szentai - Kimura Kaela - Jaida Hitomi - Orange Range - Szukima Switch - Yuki |

### Higher Ground 2006 in Okinawa
- Május 3-án Okinaván, a Ginowan Seaside Park területén rendezték meg.

| Időpont  | Fellőpők                                                                       |
| -------- | ------------------------------------------------------------------------------ |
| Május 3. | - All Japan Goith - Snowkel - Remioromen - Going Under Ground - Szukima Switch |

### Higher Ground 2006
| Időpont             | Fellőpők |
| ------------------- | --- |
| Előest (július 28.) | - Amplified (előzenekar) - Okuda Tamio - The Inazuma Szentai - Fumidó - Charcoal Filter - Going Under Ground - Magokoro Brothers                             |
| 1. nap (július 29.) | - Baba Tosihide (előzenekar) - Snowkel (előzenekar) - Salyu - Kimura Kaela - Bennie K - Sónan no Kaze - Acidman - Quruli - Kecumeisi - DJ Ozma               |
| 2. nap (július 30.) | - Angela Aki (előzenekar) - Nagaszava Tomojuki (előzenekar) - Orange Range - Kreva - Home Made Kazoku - Flow - Szukima Switch - Szuga Sikao - Ulfuls - Puffy |

### Higher Ground 2007
| Időpont             | Fellőpők |
| ------------------- | --- |
| 1. nap (július 28.) | - Base Ball Bear (előzenekar) - Hata Motohiro (előzenekar) - Ulfuls - The Cro-Magnons - Chatmonchy - Bump of Chicken - Remioromen        |
| 2. nap (július 29.) | - Redballoon (előzenekar) - Superfly (előzenekar) - HY - Orange Range - Caravan - Kreva - The Inazuma Szentai - Salyu - Home Made Kazoku |

### Higher Ground 2008
| Időpont             | Fellőpők |
| ------------------- | --- |
| 1. nap (július 26.) | - Color Bottle (előzenekar) - My Little Lover - Maximum the Hormone - Denki Groove - Rip Slyme - Angela Aki - Remioromen - Makihara Norijuki - Mr. Children                                 |
| 2. nap (július 27.) | - PhilHarmoUniQue (előzenekar) - Unison Square Garden (előzenekar) - The Inazuma Szentai - The Pillows - Sónan no Kaze - Tokyo Ska Paradise Orchestra - Funky Monkey Babys - Base Ball Bear |

### Higher Ground 2009
| Időpont             | Fellépők |
| ------------------- | --- |
| 1. nap (július 25.) | - Under Graph (előzenekar) - Tamurapan (előzenekar) - Metis (előzenekar) - Aqua Timez - Ikimono-gakari - Szuga Sikao - Hata Motohiro - Chatmonchy - 10-Feet - Fudzsii Fumija |
| 2. nap (július 26.) | - Szakai Jú (előzenekar) - Naoto Inti Raymi (előzenekar) - Detroit7 (előzenekar) - Kreva - The Inazuma Szentai - Szukima Switch - Unicorn - Jazava Eikicsi                   |

### Higher Ground 2010
| Időpont             | Earth színpad                                                                                           | Moon színpad                                             |
| ------------------- | --- | -------------------------------------------------------- |
| 1. nap (július 24.) | - 10-Feet - Chatmonchy - Fudzsii Fumija - Szukima Switch - Yui - Kreva - Unicorn - Jazava Eikicsi       | - Detroit7 - Szakai Jú - Tamurapan - The Inazuma Szentai |
| 2. nap (július 25.) | - Superfly - KAM - Hata Motohiro - Orange Range - Tortoise Matsumoto Band - Szaitó Kazujosi - Kecumeisi | - Under Graph - S.R.S - Metis - Naoto Inti Raymi         |

### Higher Ground 2011
| Időpont                 | Fellépők |
| ----------------------- | --- |
| 1. nap (szeptember 17.) | - C&K (előzenekar) - Rake (előzenekar) - Kjúsúo - Kreva - Szukima Switch - The Inazuma Szentai - Sekai no Owari - Nico Touches the Walls - Funky Monkey Babys |
| 2. nap (szeptember 18.) | - 7!! (előzenekar) - O.S.D (előzenekar) - Szaitó Kazujosi - Ikimono-gakari - Back Number - Miwa - Szuga Sikao - Naoto Inti Raymi                              |

### Higher Ground 2012: Final
| Időpont             | Fellépők |
| ------------------- | --- |
| 1. nap (július 27.) | - Hata Motohiro - Fujifabric - Scandal - Szaitó Kazujosi - Spitz - Nico Touches the Walls - Fujimaki Rjóta - Color Bottle - Wacci |
| 2. nap (július 28.) | - A.F.R.O - The Inazuma Szentai - Szukima Switch - Tortoise Matsumoto - Naoto Inti Raymi - Flip                                   |